# Alkanna tinctoria
Alkanna tinctoria,  palomilla de tintes (aunque también se aplica a Anchusa officinalis),  es una especie miembro de la familia Boraginaceae.  Es originaria de la cuenca mediterránea.

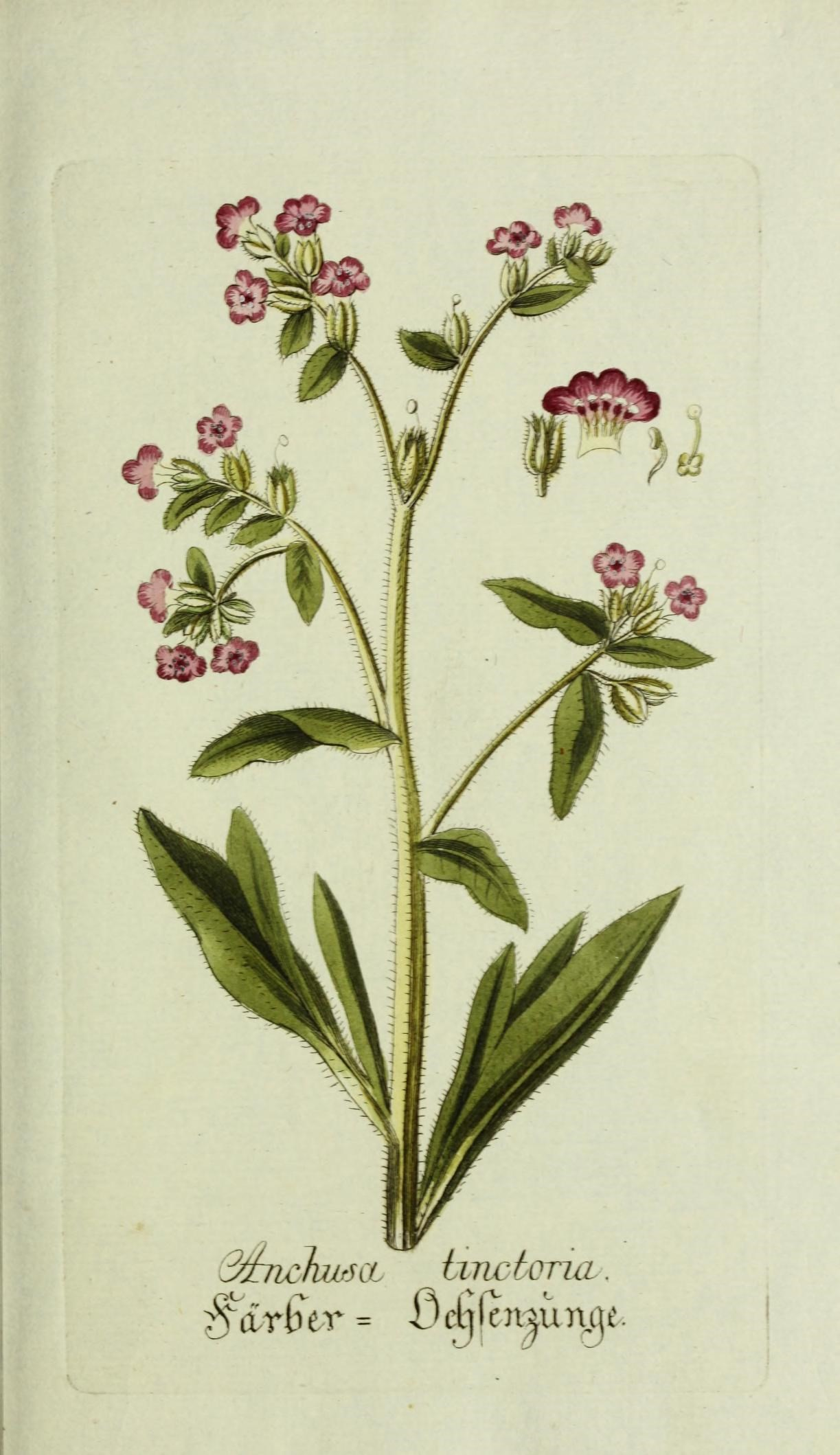
Ilustración

## Descripción
Es una hierba frágil, blanquecina, perennifolia y velluda que alcanza un tamaño de 10.30 cm de altura. Las hojas son alternas, oblongas y enteras. Las flores son pequeñas y se agrupan en racimos terminales, dispuestos usualmente en pares. El fruto es un tetraquenio tuberculado y reniforme que contiene cinco nuececillas.

## Taxonomía
Alkanna tinctoria fue descrita por (L.) Tausch y publicado en Prodromus systematis naturalis regni vegetabilis 10: 99. 1846

### Sinonimia
- Anchusa tinctoria (L.) L.
- Lithospermum tinctorium R. & P., hom. illeg. non L.[6]
- Alkanna tinctoria subsp. lehmanii (Tineo) Nyman
- Baphorhiza tinctoria (L.) Link
- Buglossum tinctorium Lam.
- Lithospermum commutatum Bianca
- Lithospermum lehmannii Tineo
- Lycopsis cyrenaica Spreng.
- Nonea violacea Aucher ex DC.
- Onochilis tinctoria Bubani
- Rhytispermum tinctorium Link[7]

### Nombre común
- Castellano: algamula real, anabula, anchusa de tintes, ancusa, ancusa de tintes, ancusa de tintorero, ancusa segunda, anguina, argamula, argamula angosta, argamula real, cura-lo-tó, lenguaza, onochiles, onoquiles, orcaneta, orcaneta roja, palomilla, palomilla de tintes, pata de perdiz colorá, pie de león, pie de paloma, pie de palomina, raíz colorada, raíz colorá, raíz de ancusa, raíz de palomilla, raíz de palomina, raíz de palomino, raíz del traidor, raíz-colorá, saagen, yerba-pie de paloma.[8]

## Usos

Alkanina

Alkanna tinctoria se ha utilizado como colorante para lápiz de labios y color rojo en cosméticos.
También se ha usado como medicina tradicional, en países europeos y especialmente durante la Edad Media, para tratar abcesos e inflamaciones.
El agente colorante en la raíz de Alkanna tinctoria ha sido aislado químicamente y nombrado alkanina.

## Toxicidad
La raíz de las especies del género Alkanna pueden contener alcaloides pirrolizidínicos, cuya ingestión afecta al hígado, provocando daños agudos y/o crónicos, que pueden provocar la muerte por fallo hepático; asimismo, puede causar cáncer de pulmón e hipertensión pulmonar.